# Sigurd II Gęba
Sigurd II Gęba – (norw. Sigurd (Haraldsson) Munn) – król Norwegii 1136–1155 z dynastii Yngling, współpanujący razem z przyrodnimi braćmi Inge I Garbatym i Eysteinem II.
Urodzony w 1133, nieślubny syn króla Norwegii Haralda IV Gille i jego nałożnicy Tory Guttormsdotter. Zginął 1155 w Bergen.
Ojciec Sigurda przejął całą władzę w Norwegii po tym jak kazał oślepić, wykastrować i uwięzić w klasztorze króla Magnusa IV. Jednak około 1136 w kraju pojawił się niejaki Sigurd III Zły Diakon, podający się za syna króla Magnusa III Bosego (zm. 1103). Wkrótce potem (grudzień 1136) Harald IV Gille został zamordowany przez Sigurda Złego Diakona. Po śmierci Haralda Gille przeciwko uzurpatorowi wystąpiła część możnych i rycerstwo, którzy na thingach przy poparciu Ingridy, wdowy po Haraldzie Gille, obwołali królami małoletnich synów Haralda Gille: Inge I oraz Sigurda II. Walki trwały trzy lata, wojska Sigurda III Złego Diakona i sprzymierzonego z nim Magnusa IV zostały w 1139 pokonane w bitwie pod Holmengra, gdzie Magnus IV zginął, a Sigurd III został wzięty do niewoli i wkrótce zamordowany.
Podczas małoletniości synów Haralda Gille władzę sprawował regent Ogmund Dreng, w tym czasie w kraju panował spokój, zmącony dopiero w 1142 przybyciem Eysteina II, kolejnego syna Haralda Gille, który do tej pory przebywał w Szkocji. Walki między braci doprowadziły do podziału królestwa: Sigurd II Gęba objął we władanie południową część kraju, a Eystein II osiadł w krainie Trondelag, z tym, że Inge I Garbaty zachował władzę zwierzchnią. Sagi z tamtych czasów (min. Haraldssønnenes saga, zobacz też Snorri Sturluson, Heimskringla) wspominają również o czwartym synu Haralda IV, Magnusie, który także miał zażądać dla siebie części królestwa, zmarł on jednak krótko po przyjęciu tytułu królewskiego w 1142.
Gdy w 1152 do Norwegii przybył papieski legat, królewscy bracia zgodnie działali przy zakładaniu pierwszego norweskiego arcybiskupstwa w Nidaros (ówczesna nazwa dzisiejszego Trondheim), co pozwoliło uniezależnić się norweskiemu kościołowi od duńskiej archidiecezji w Lund.
Dobre stosunki między braćmi nie trwały długo. Inge I Garbaty dążąc do zdobycia pełnej władzy postanowił wyeliminować konkurentów. W 1155 doszło do spotkania braci w Bergen, gdzie Inge Garbaty oskarżył Sigurda Gębę oraz Eysteina o spisek, który rzekomo miał na celu obalenie władzy Inge. Sigurd Gęba odrzucił oskarżenia, ale kilka dni później doszło w mieście do bijatyki pomiędzy ludźmi Sigurda a wojami ze straży Inge Garbatego, z których kilku zginęło. Wtedy Inge I Garbaty wykorzystał zajście jako pretekst i mając poparcie swej matki, królowej-wdowy Ingridy, rozkazał pojmać Sigurda Gębę, który do Bergen przybył tylko w asyście kilku swych zaufanych ludzi. Rycerze broniący domu, w którym przebywał Sigurd podczas zjazdu, nie mieli szans wobec licznej przewagi ludzi Inge Garbatego i Sigurd podczas krótkiej walki z napastnikami został zabity (10 czerwca 1155, choć niektórzy podają, że było to 6 lutego tego roku).
Król Sigurd II Gęba został pochowany w starej katedrze w Bergen. Dwa lata później (1157) Inge kazał zamordować Eysteina II.
Sigurd II Gęba nie był żonaty. Jego dziećmi byli m.in.:
- Haakon II Barczysty – zginął 1162, król Norwegii, który pokonał Inge I Garbatego w bitwie (1161); matką Haakona Barczystego była Tora;
- Sigurd Markusfostre – antykról Norwegii, zabity w 1163, imię jego matki nie jest znane;
- Cecylia – zm. około 1185, jej drugim mężem został Baard Guttormsson, ich dzieckiem był król Norwegii Inge II Baardsson (zm. 1217);
- Sverre – król Norwegii, zm. 1202 (prawdopodobnie syn Sigurda Gęby).